# Sydney Bartlett
Sydney Bartlett (Kingston, ... – 19 dicembre 2009) è stato un calciatore giamaicano, di ruolo attaccante.

## Carriera
Giocò con gli statunitensi del New York Generals, con cui ottenne il terzo posto della Eastern Division della NPSL, non qualificandosi per la finale della competizione.